# Куново (Старгардський повіт)
Куново (пол. Kunowo) — село в Польщі, у гміні Кобилянка Старгардського повіту Західнопоморського воєводства.
Населення — 390 осіб (2011).
У 1975-1998 роках село належало до Щецинського воєводства.

## Демографія
Демографічна структура станом на 31 березня 2011 року:
|          | Загалом | Допрацездатний вік | Працездатний вік | Постпрацездатний вік |
| -------- | ------- | ------------------ | ---------------- | -------------------- |
| Чоловіки | 207     | 49                 | 142              | 16                   |
| Жінки    | 183     | 36                 | 108              | 39                   |
| Разом    | 390     | 85                 | 250              | 55                   |